# Мапутська церковна провінція
Мапу́тська церко́вна прові́нція (лат. Provincia ecclesiastica Maputensis) — провінція Католицької церкви в Мозамбіці, з центром у місті Мапуту. Заснована 4 вересня 1940 року. Охоплює терени Південного Мозамбіку. До складу провінції входить Нампульська архідіоцезія та її суфраганні діоцезії — Інямбанська і Шай-Шайська. . Стара назва — Лоре́нсу-Ма́ркешська церко́вна прові́нція.

## Склад
1. Інямбанська діоцезія
2. Мапутська архідіоцезія
3. Шай-Шайська діоцезія